# Birthday Cake
Birthday Cake ist ein Lied der barbadischen Sängerin Rihanna. Ein Remix, bei dem Chris Brown als Gastmusiker mitwirkte, wurde am 6. März 2012 als vierte Singleauskopplung aus Rihannas sechstem Studioalbum Talk That Talk veröffentlicht, woraufhin er bis auf Platz 24 der Billboard Hot 100 stieg.

## Hintergrund
Das Lied wurde von The-Dream, Rihanna, Marcos Palacios und Earnest Clark geschrieben, wobei die Produktion von Da Internz. übernommen wurde. The-Dream trat als Co-Produzent in Erscheinung. Der Titel wurde in Zimmer 1306 im Radisson Blu Royal Hotel in Kopenhagen, Dänemark, aufgenommen. Vor der Veröffentlichung des Albums leakte der Titel im Internet und erreichte eine hohe Beliebtheit bei den Anhängern Rihannas. Allerdings wurde alsbald bekanntgegeben, dass das Musikstück sich nicht auf dem neuen Album der Sängerin befinden würde. Da Fans enttäuscht auf diese Bekanntmachung reagierten, äußerte der Songwriter The-Dream sich in einem Interview zu der Problematik und bestätigte, dass „Birthday Cake“ lediglich ein Interlude sei, nicht jedoch ein richtiges Lied. Aufgrund der Reaktionen von Rihannas Fans unter anderem auf sozialen Netzwerken wie Twitter gab The-Dream schließlich bekannt, dass der Titel zu einem richtigen Lied verarbeitet und schließlich als Single veröffentlicht werde. Letztlich fand das Lied auch für das Album Talk That Talk Verwendung.

## Komposition
Das Lied ist ein Interlude, welches Bass, das Geräusch von Klingelläuten, Klatschgeräusche und einen elektronischen Beat beinhaltet. Der Gesang Rihannas wird durch einen sinnlichen Tonfall dem anzüglich Liedtext angepasst. Außerdem rapt sie einen großen Teil des Liedes. In verschiedenen Rezensionen wurde der Gesang zudem als heißblütig und verspielt beschrieben.
Das Lied beinhaltet wenig Text und basiert hauptsächlich auf dem Wort Cake (deutsch: Kuchen), welches Rihanna im Refrain mehrmals wiederholt. Neben diesen Wiederholungen besteht der Text noch aus mehreren Metaphern mit sexuellem Hintergrund. So beziehen sich die Zeilen I know you wanna bite this / It’s so enticing / Nothing else like this, I’ma make you my bitch / And it’s not even my birthday / But you wanna put your name on it zum Beispiel auf eine Vagina. Außerdem singt Rihanna über ihr Verlangen nach spontanem Sex. Durch die Zeilen I’ma make you my bitch stelle sie zudem dar, ihren Liebhaber gefügig zu machen. Der Titel endet mit einem Fade-out, was von Rezensenten negativ aufgenommen wurde. Katherine St. Asaph beschrieb dies zum Beispiel als ungraziös und war der Meinung, dass das Lied hierdurch wirke, als sei es unvollständig. Auf das Fade-out folgen die Worte Ooh, I wanna fuck you right now, was ebenso kritisiert wurde. Es wurde als unverfroren beschrieben, zudem würde die Absicht des Liedes durch das Fluchen offensichtlich.

## Live-Auftritte
Das Lied wurde am 5. Mai 2012 erstmals live gesungen. Damals trat Rihanna bei Saturday Night Live auf und trug den Titel als Teil eines Medleys zusammen mit dem ebenfalls als Single veröffentlichten Lied „Talk That Talk“ vor. Dabei sang sie zu Beginn die Version des Interludes von „Birthday Cake“, ehe sie „Talk That Talk“ ohne den auf der Single-Version als Gastmusiker mitwirkenden Rapper Jay-Z vortrug.

## Erfolg

### Rezeption
Das Interlude erhielt von Rezensenten durchschnittliche Kritiken. Jason Lipshutz von Billboard lobte das Lied und schrieb, dass jeder Unarten in Popmusik-Form, die sich thematisch mit Geburtstagen auseinandersetzt, gut findet. Allerdings sei 78 Sekunden nicht genug an Feierlichkeit. Sam Lansky von MTV Buzzworthy war ebenfalls von dem Lied überzeugt und sagte, dass der einzige Fehltritt des Titels sei, dass er zu kurz ist. Außerdem war er der Meinung, dass Rihanna durch Co-Produzent The-Dream, welchen man als sinnlichen R&B-Meister bezeichnete, mehr Schmutz offenbare.
Viele Rezensenten bewerteten „Birthday Cake“ zusammen mit dem Lied „Cockiness (Love It)“, das ebenfalls auf Rihannas Album Talk That Talk zu finden ist und sich auf der Titelliste direkt vor „Birthday Cake“ befindet. Dabei schrieb einer, dass beide Titel beim Zuhörer keine Zweifel hinterlassen würde, dass Rihanna genauso sexy wie immer in ihrer Karriere ist. Melissa Maerz von der Zeitschrift Entertainment Weekly verglich die beiden Lieder ebenfalls miteinander und nannte sie die provokativsten Musikstücke des Albums. Des Weiteren bezeichnete sie diese als Ich-mag-es-grob-Lieder (englisch: I-like-it-rough tracks) und vertrat die Meinung, dass sie lediglich Album-Füller seien, deren Zweck es ist, den Zuhörer aus dem Bett und auf die Tanzfläche zu bringen. Die Daily Mail schrieb, dass die Zweideutigkeit ermüdend sei, nachdem man beide Titel gehört habe.
Verschiedene Autoren waren weniger von der Qualität des Interludes überzeugt und nannten es beispielsweise entsetzlich, wobei Rezensent Giovanny Caquias ironisch anmerkte, dass man aufgrund der geringen Länge des Liedes nur minimal Zeit verschwende. Auch bei BBC Music nahm man den Titel negativ auf und schrieb, dass dieser ein gänzlich sinnloses ein-Minuten-Etwas (englisch: minute-something) in Gemeinschaft mit Starproduzent The-Dream sei, welcher an die langweiligen Profanitäten eines Geburtstagskuchens (englisch: Birthday Cake) verschwenden worden sei. In anderen Bewertungen wurden der Liedtext und die Botschaft des Liedes kritisiert. So schrieb man, dass man zwar nicht genau sagen kann, dass es sich bei „Birthday Cake“ um ein schlechtes Musikstück handelt, der Autor sich allerdings mittlerweile genervt von den sexuellen Aussagen der Sängerin zeigte. Er gab Rihanna den Hinweis, mehr Substanz in ihren Liedern zu übermitteln. Ein Rezensent schrieb, dass das Album Talk That Talk durch den offenkundig sexuellen Liedtext einen Parental-Advisory-Aufkleber erhalten habe. Außerdem ließe das kurze Interlude Zweifel offen, ob Rihanna selbst glauben würde, was sie mit ihrer Musik verkaufe.

### Kommerzieller Erfolg
Obwohl das Interlude selbst nie als Single erschien, platzierte es sich nach der Veröffentlichung des Albums Talk That Talk in einigen Ländern in den Charts. In den USA erreichte es 2012 mit 36.000 Downloads Platz 30 der Hot Digital Songs sowie Rang vier der Hot R&B/Hip-Hop Songs und Position 39 der Billboard Hot 100.

## Mitwirkende Personen
Quelle: Album-Booklet
Orte:
- Aufnahme: Radisson Blu Royal Hotel (Raum 1306), Kopenhagen, Dänemark
- Abmischung: The Boom Boom Room, Los Angeles, USA

Personal:
- Songwriter: Terius Nash, Robyn Fenty, Marcos Palacios, Earnest Clark
- Produktion: Da Internz., The-Dream (Co-Produzent)
- Toningenieur: Kuk Harrell, Marcos Tovar, Jennifer Rosales (Assistentin)
- Abmischung: Kevin „KD“ Davis, Calvin Bailiff (Assistent)

## Remix mit Chris Brown

### Hintergrund
Aufgrund der großen Beliebtheit des Interludes bei den Anhängern der Sängerin verkündete Rihanna im Dezember bei Twitter, dass sie eine vollständige Version aufnehmen und anschließend veröffentlichen wird. Dieses Vorhaben wurde teilweise kritisiert, da das Interlude hierdurch eher als eine unvollkommene Version denn als ein Interlude wahrgenommen würde. Dies führe dazu, dass das Album Talk That Talk eigentlich unvollständig sei. In einem anderen Artikel wertete man die geplante Veröffentlichung als zweifelhaft und spielte damit auf den zweifelhaften Liedtext des Interludes an. Diese verkürzte Version sei bereits schmutzig. Deshalb zog man einen Vergleich zu Rihannas ebenfalls aufgrund des stark sexuellen Textes kritisch gesehener Single „S&M“, welche im Januar 2011 als vierte Auskopplung des Albums Loud erschienen war und später unter anderem in den Billboard Hot 100 Platz eins erreichte. Dabei fragte man ironisch, ob überhaupt irgendetwas zu pikant für das Radio sei.

### Entstehung und Veröffentlichung

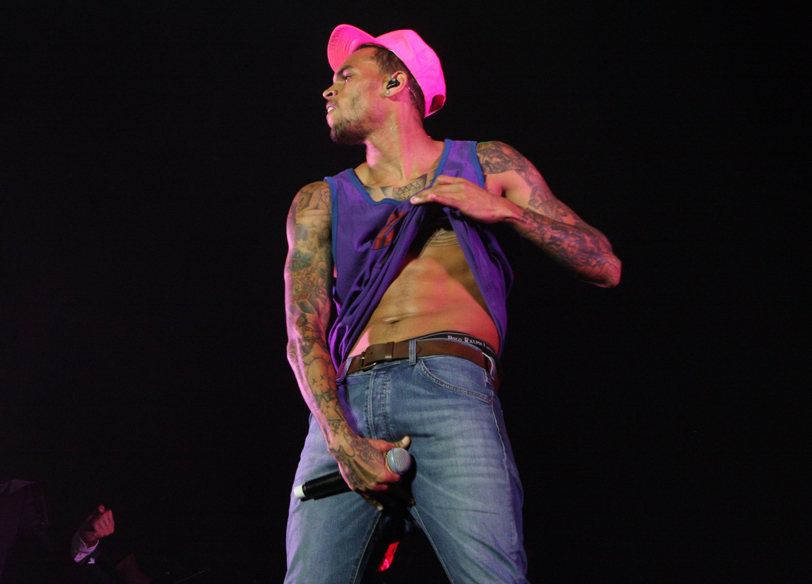
Chris Brown wirkt auf den Remix von Birthday Cake mit.

Im Februar 2012 begannen Spekulationen um einen möglichen Gastmusiker für die Single, nachdem Rihanna auf ihrem Twitter-Account eine Nachricht gepostet hatte: I need somebody #DIRRRTY on my Birthday #CAKE. Aufgrund der Wortwahl vermutete man zunächst, dass die Wahl auf Christina Aguilera gefallen sei, da diese 2002 einen Titel mit dem Namen „Dirrty“ veröffentlicht hatte. Später wies sie diese Gerüchte jedoch zurück, als sie ihre Anhänger aufforderte, ihr einen männlichen Künstler als Gastmusiker vorzuschlagen. Ebenfalls im Februar gab Kosine, Teil des Produzententeam Da Internz., bekannt, dass die Single zwischen dem 16. und 20. Februar Premiere haben wird und der auserwählte Musiker die Welt schocken wird. Kurz nach dieser Bekanntgabe begannen Spekulationen um Rihannas ehemaligen Partner Chris Brown. Die Gerüchte entstanden, als die beiden zu unterschiedlicher Zeit die Westlake Recording Studios in West Hollywood, Kalifornien verließen. Zusätzlich angeheizt wurden sie, als bekannt wurde, dass Brown Gast auf der Geburtstagsfeier Rihannas war. Durch die gemeinsame Vergangenheit der beiden Musiker erhielt das Thema weltweit große mediale Aufmerksamkeit. Brown hatte seine damalige Lebensgefährtin Rihanna 2009 vor den Grammy Awards 2009 körperlich angegriffen und sie verprügelt.
Der offizielle Remix feierte am 20. Februar 2012, Rihannas 24. Geburtstag, Premiere, wobei tatsächlich Brown als Gastmusiker in Erscheinung trat. Für diese Wahl erhielt die Sängerin seither große Kritik, da sie ein falsches Signal an junge Menschen sende und ihrer Rolle als Vorbild nicht gerecht würde. Co-Produzent The-Dream nahm Rihanna jedoch in Schutz und sagte, dass man die Vergangenheit der beiden nicht verurteilen sollte und der Remix nur ein Lied sei. Es handele sich einfach nur um zwei talentierte Musiker, welche gemeinsam ein Lied aufnehmen, nicht um einen Vorfall, der passiert ist. Auch Rihanna selbst rechtfertigte sich in der Radioshow von Ryan Seacrest für ihre Entscheidung. Sie hätte Kontakt zu ihm aufgenommen, da er die einzige Person ist, die Sinn ergeben hat. Nur als Musiker, ungeachtet allem anderen. […] Ich habe über Rapper nachgedacht, und ich habe das so oft gemacht, und der heißeste R&B-Künstler, den es momentan gibt, ist Chris Brown. Deshalb wollte ich, dass er bei dem Lied dabei ist. Weiter erklärte sie, warum sie auf dem Remix seiner Single „Turn Up the Music“ zu hören ist: „Dann wiederum sagte er: „Warum machst du keinen Remix zu meinem Lied?“ Es war wie ein Ausgleich. Wir machten zwei Titel. Einen für meine Fans, einen für seine. Das ist der Weg, wie unsere Anhänger zusammenkommen können. Es sollte keine Kluft geben. Es ist Musik, und es ist unschuldig.“

### Komposition
Gegenüber der ursprünglichen Version veränderte sich die Komposition nur unwesentlich, allerdings wurden neben dem Vers Browns auch ein neuer Rihannas hinzugefügt. Browns Text beginnt mit den Worten Girl, I wanna fuck you right now, welches einen Gegensatz zu den Worten Ooh, I wanna fuck you right now darstellt, mit denen Rihanna das Interlude beendete. Anschließend führt der Sänger seinen Text mit den Sätzen Been a long time I've been missing your body / Turn the lights down / When I go down it's a private party sowie Give it to her in the worst way, can't wait to blow her candles out fort, wobei er dies in einer aggressiven manipulativen Art vorträgt. Am Ende singt Rihanna eine neue Zeile: Remember how you did it / If you still wanna kiss it / Then come and get it. Insgesamt dreht sich der Text um sadomasochistisch Sexualität und Dominanz über Männer, wobei dies durch Metaphern für Oralverkehr dargestellt ist.

### Erfolg

#### Rezeption
Der Remix erhielt durchschnittliche Kritiken. Bety Hardie vom Daily Mirror beispielsweise kommentierte, dass der Remix ein Schock sei, da Brown sie [Rihanna] vor drei Jahren genau vor den Grammys nahezu bewusstlos geschlagen habe; zudem vermutete sie, dass Rihanna sich mit herber Kritik ebenso von Journalisten und Fans werde auseinandersetzen müssen, da sie ein schlechtes Beispiel für junge Mädchen abgebe. Allerdings gab sie zu, dass es ein ziemlich staunenswerter Geniestreich bezüglich öffentlicher Aufmerksamkeit sei, sich mit der Denkweise der Menschen anzulegen. Auch Jo Usmar, Rezensent des Daily Mirrors, zog einen Vergleich zu dem Vorfall von 2009 und reagierte in ironischer Weise auf die Veröffentlichung: Falls du die letzten zwei Jahre in einer Höhle gelebt hast, das ist außergewöhnlich brisant, da Brown für schuldig befunden wurde, Rihanna 2009 tätlich angegriffen zu haben.
In einer Rezension für die The New York Times bescheinigte der Autor, dass sowohl das Original als auch der Remix gute Lieder seien. Trotzdem stand auch er der Zusammenarbeit der beiden Künstler kritisch gegenüber und gab Rihanna einen Rat: Du willst vergessen? Okay. Aber verzeihe nicht. Weiter erläuterte er seine Abneigung und war der Meinung, dass es ein fortgeschrittenes Verständnis für Vermarktung und ein Verständnis für moralische Verpflichtungen und Ethik zur Schau stelle, welche nicht viel mehr als elementar sei. Seiner Meinung nach würde eine Frau öffentlich einen Täter akzeptieren – nicht mehr, nicht weniger.

#### Kommerzieller Erfolg
Der Remix erreichte außerhalb der USA keine Platzierung. In der Charts Hot 100 Airplay stieg er auf Platz 89 ein und erlangte später Rang zwei als seine Höchstposition. Bei den Hot R&B/Hip-Hop Songs platzierte das Lied sich ebenfalls auf Position zwei. Im März stieg der Titel zudem auf Rang 63 in den Billboard Hot 100 ein und erreichte im Mai erstmals seine Höchstplatzierung, Position 24. Diesen Rang hatte er schließlich insgesamt vier Wochen hintereinander inne, ehe er im Juni auf Position 32 fiel.
| ChartsChartplatzierungen       | Höchstplatzierung | Wochen |
| ------------------------------ | ----------------- | ------ |
| Vereinigte Staaten (Billboard) | 24 (20 Wo.)       | 20     |

### Andere Remixversionen
2012 veröffentlichte der US-amerikanische Rapper Fabolous eine eigene Version des Remixes und fügte einen weiteren Vers zu dem von Brown hinzu.
Außerdem fertigte auch Hip-Hop-Musiker in Zusammenarbeit mit Reek da Villian eine eigene Version des Liedes an. Auch Rick Ross veröffentlichte eine neue Version des Remixes, zudem drehte er auch ein Musikvideo zu seiner Version.